# 1553
- Wikisource

| Calendário gregoriano                                                        | 1553 MDLIII                                          |
| Ab urbe condita                                                              | 2306                                                 |
| Calendário arménio                                                           | 1002 – 1003                                          |
| Calendário bahá'í                                                            | -291 – -290                                          |
| Calendário budista                                                           | 2097                                                 |
| Calendário chinês                                                            | 4249 – 4250 Início a 14 de janeiro (aproximadamente) |
| Calendário copta                                                             | 1269 – 1270                                          |
| Calendário etíope                                                            | 1545 – 1546                                          |
| Calendários hindus - Vikram Samvat - Calendário nacional indiano - Cáli Iuga | 1608 – 1609 1474 – 1475 4653 – 4654                  |
| Calendário Holoceno                                                          | 11553                                                |
| Calendário islâmico                                                          | 960 – 961                                            |
| Calendário judaico                                                           | 5313 – 5314                                          |
| Calendário persa                                                             | 931 – 932                                            |
| Calendário rúnico                                                            | 1803                                                 |
| Calendário solar tailandês                                                   | 2096                                                 |

1553 (MDLIII na numeração romana) foi um ano comum do século XVI do Calendário Juliano, da Era de Cristo, a sua letra dominical foi A (52 semanas), teve início a um domingo e terminou também a um domingo.
| Ano completo                    |
| ------------------------------- |
| Ano comum com início ao domingo |

## Eventos
- Construção da Igreja de Nossa Senhora da Mãe de Deus, Vila da Povoação, Ilha de São Miguel.
- Edificação da Igreja de Nossa Senhora das Chagas, Ponta Delgada, ilha de São Miguel, Açores.
- Sagração de D. Jorge de Santiago, bispo de Angra, ilha Terceira, Açores-Portugal.
- Oferta de João Gonçalves da Câmara de um cálice à Sé do Funchal.
- Participação de Tristão Vaz da Veiga na batalha de Panda e tomada de Damão.[

### Março
- 23 de março - A Coroa Portuguesa nomeia Duarte da Costa como governador-geral do Estado do Brasil.
- 26 de março - Alvará de D. João III, mandando levantar uma paroquia na ermida da Conceição, actual Igreja de Nossa Senhora da Conceição em Angra do Heroísmo.

### Maio
- 1 de maio - Duarte da Costa é nomeado governador-geral do Brasil em substituição a Tomé de Sousa.

### Junho
- 20 de junho - Criação da freguesia do Seixal.

- 10 a 19 de julho - Reinado de Joana Grey, Rainha de Inglaterra (Reino Unido).

### Agosto
- 20 de agosto - Fundação da cidade de São Bernardo do Campo.

### Outubro
- 1 de outubro - Maria Tudor coroada Rainha de Inglaterra.

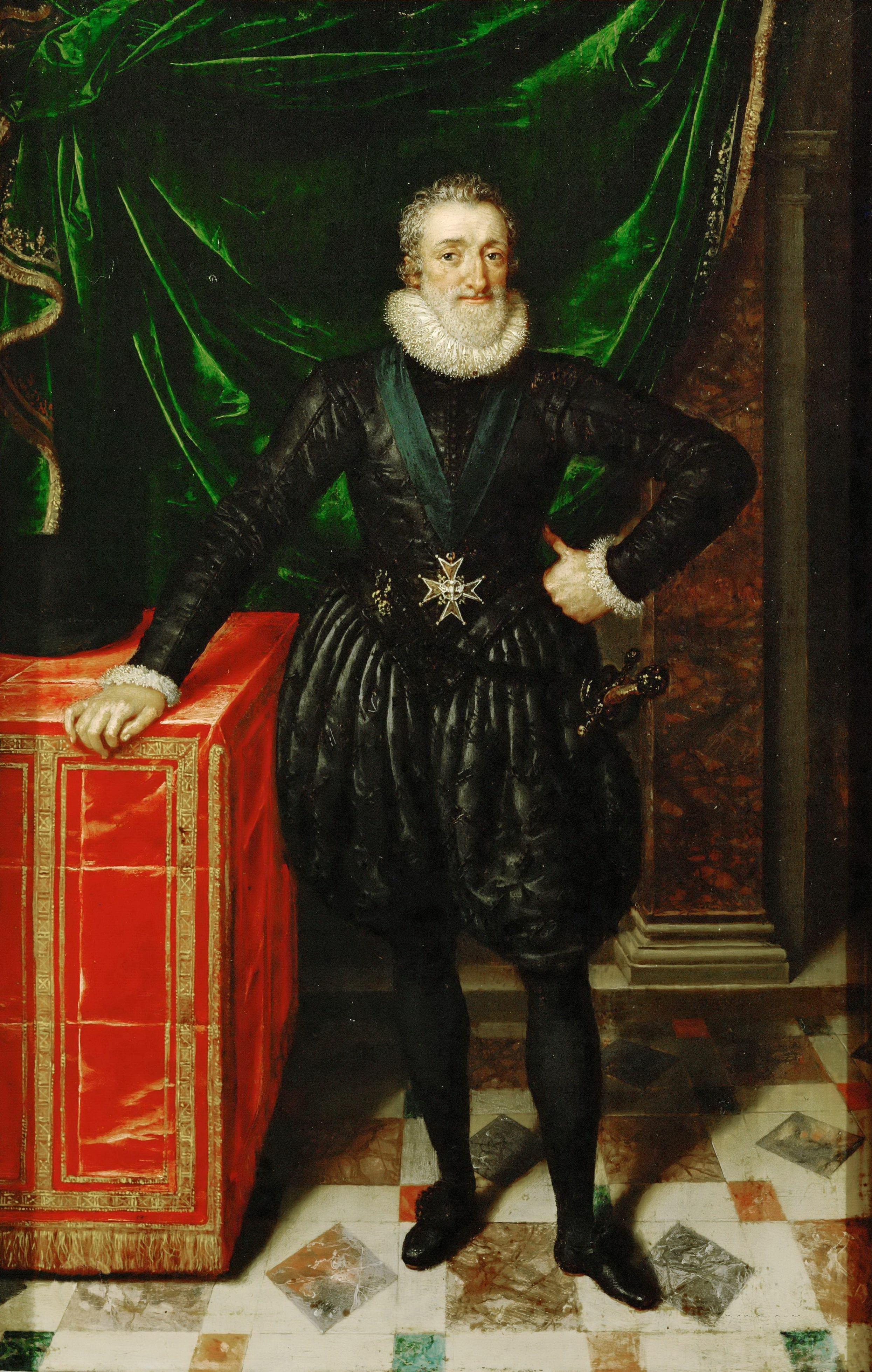
Henrique IV da França - Pintura de Frans Pourbus, O Jovem (1569–1622)

## Nascimentos
- Datas Incompletas
  - Agostino Galamini, inquisidor, cardeal, bispo de Recanati e Loreto e mestre general da Ordem dos Frades Pregadores (m. 1639).
  - Ambrogio Figino, pintor italiano (m. 1608).
  - Cherubino Alberti, pintor e gravador italiano (m. 1615).
  - Maria de Cleves, primeira esposa de Henrique I de Condé (1552-1588) e amante de Henrique III da França (1551-1589) (m. 1574).
  - Pietro Campori, cardeal italiano e bispo de Cremona (m. 1643).
  - William Russell, Primeiro Barão Russell de Thornhaugh, líder militar inglês (m. 1613).
- Janeiro
  - 22 de janeiro - Mōri Terumoto, 毛利 輝元, guerreiro japonês que construiu o Castelo de Hiroshima (m. 1625).
- Fevereiro
- Março
  - 21 de março - Francisco Gómez de Sandoval y Rojas, Primeiro Duque de Lerma político e cardeal espanhol, favorito de Filipe III da Espanha (m. 1625).
- Abril
  - 23 de abril - Giorgio Centurione, doge da República de Gênova (m. 1629).
  - 29 de abril - Alberto Frederico da Prússia, príncipe regente do ducado da Prússia, filho de Alberto da Prússia (1490-1568) (m. 1618).
  - 30 de abril - Luisa de Lotaríngia, esposa de Henrique III da França (1551-1589) (m. 1601).Prospero Alpini (1553-1617)
- Maio

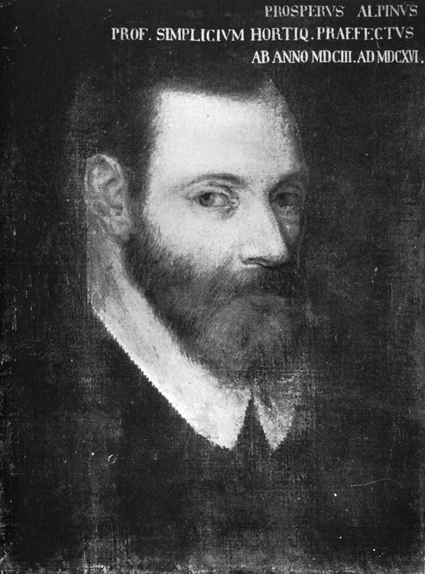
Prospero Alpini (1553-1617)

  - 14 de maio - Margaret de Valois, Margaret da França, Rainha Margot, esposa de Henrique IV da França (1553-1610) (m. 1615).
- Junho
  - 15 de junho - Ernesto, Arquiduque da Áustria, Ernst von Habsburg, Ernst von Österreich, filho de Maximiliano II de Habsburgo, Imperador do Sacro Império Romano (1527-1576) (m. 1595).
- Julho
- Agosto
- Setembro

- Outubro

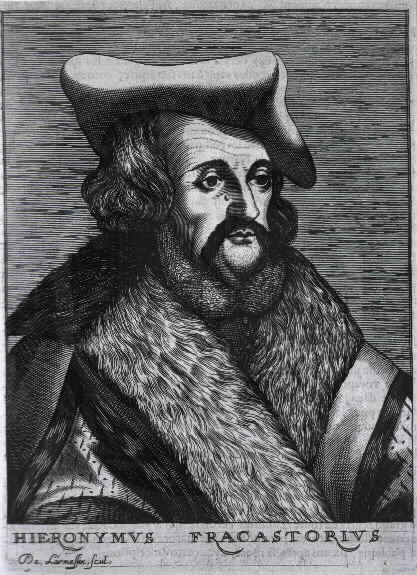
Girolamo Fracastoro (1476-1553)

  - 18 de outubro - Luca Marenzio, compositor italiano de madrigais (m. 1599).
- Novembro
  - 22 de novembro - Maria de Nassau, filha de Guilherme, O Taciturno (1533-1584) (m. 1555).
  - 23 de novembro - Prospero Alpini, médico e botânico italiano (m. 1617).
- Dezembro
  - 13 de dezembro - Rei Henrique IV de França, (m. 1610).

## Mortes
- Datas Incompletas
  - Mateo Flecha, O Velho, Mateu Fletxa, compositor espanhol (n. 1481).Maria com as três virtudes teológicas de Bonifacio Veroneze (c. 1534), Wiltshire.
- Janeiro

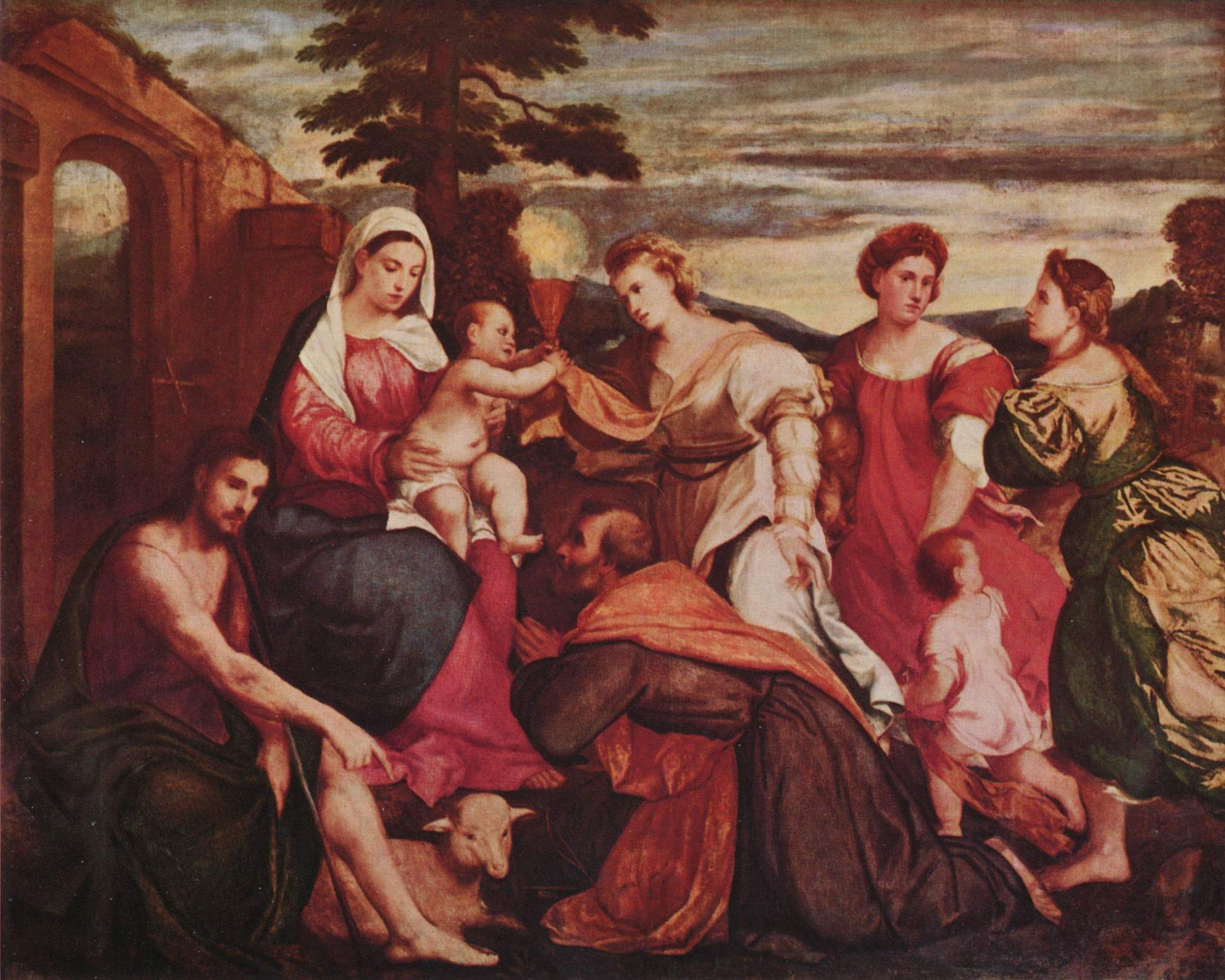
Maria com as três virtudes teológicas de Bonifacio Veroneze (c. 1534), Wiltshire.

  - João de Castilho, arquiteto português (n. 1470).
- Fevereiro
  - 19 de fevereiro - Erasmus Reinhold, astrônomo e matemático alemão (n. 1511).
- Março
  - 5 de março - Augustin Hirschvogel, geômetra, pintor de vidros e cartógrafo alemão (n. 1503).
- Abril
  - 4 de abril - D. Frei João Estaço, bispo de Açores n. 1500
  - 9 de abril - François Rabelais, sacerdote, médico, filósofo e humanista francês (n. c1494).
- Maio
  - 5 de maio - Erasmus Alber, teólogo luterano, fabulista e autor satírico alemão (n. 1498).
  - 28 de maio - Johannes Aal, teólogo, compositor e dramaturgo suíço (n. 1500).
- Miguel Servet (1511-1553)Junho

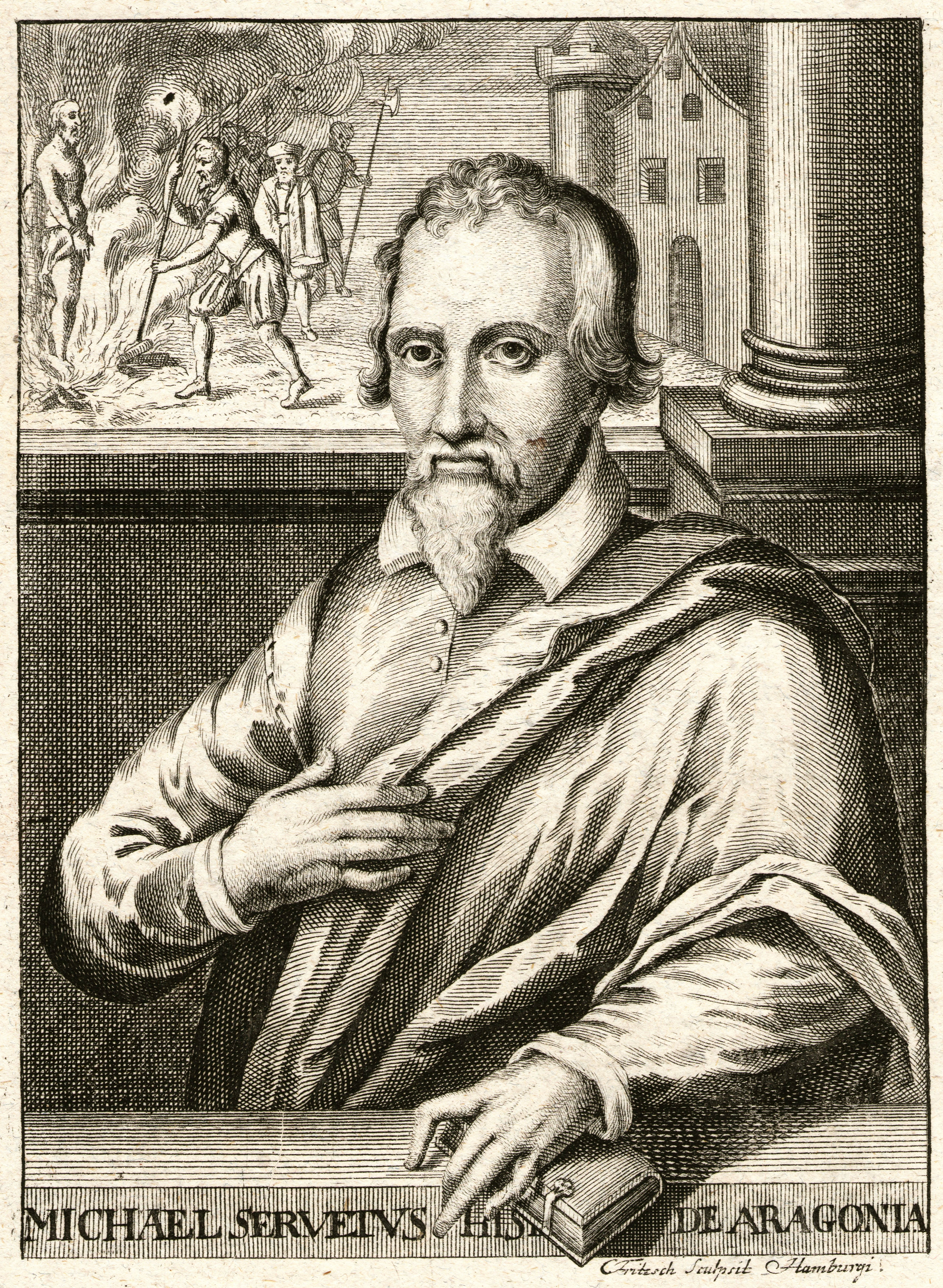
Miguel Servet (1511-1553)

  - 3 de junho - Wolf Huber, pintor alemão de origem austríaca (n. c1485).
  - 29 de junho - Luís da Silva de Meneses, capitão do Tânger (n. ?).
- Julho
  - 6 de julho - Rei Eduardo VI de Inglaterra (n. 1537).
  - 16 de julho - Bernardino Maffei, poeta, orador, antiquariano, cardeal, arcebispo católico, humanista e numismata italiano (n. 1514).
  - 18 de julho - Orazio Farnese, 3o Duque de Castro (n. 1531).
- Agosto
  - 8 de agosto - Girolamo Fracastoro, astrônomo, geógrafo, teólogo, literato, médico e filósofo italiano (n. 1476).
  - 17 de agosto - Carlos III de Saboia, Duque de Savóia e príncipe de Piemonte (n. 1486).
  - 22 de agosto - John Dudley, 1.º Duque de Northumberland, general e almirante britânico (n. c1504).
- Setembro
  - 4 de setembro - Cristóbal de Morales, compositor espanhol (n. c1500).
- Piotr Kmita Sobieński (1477-1553)Outubro

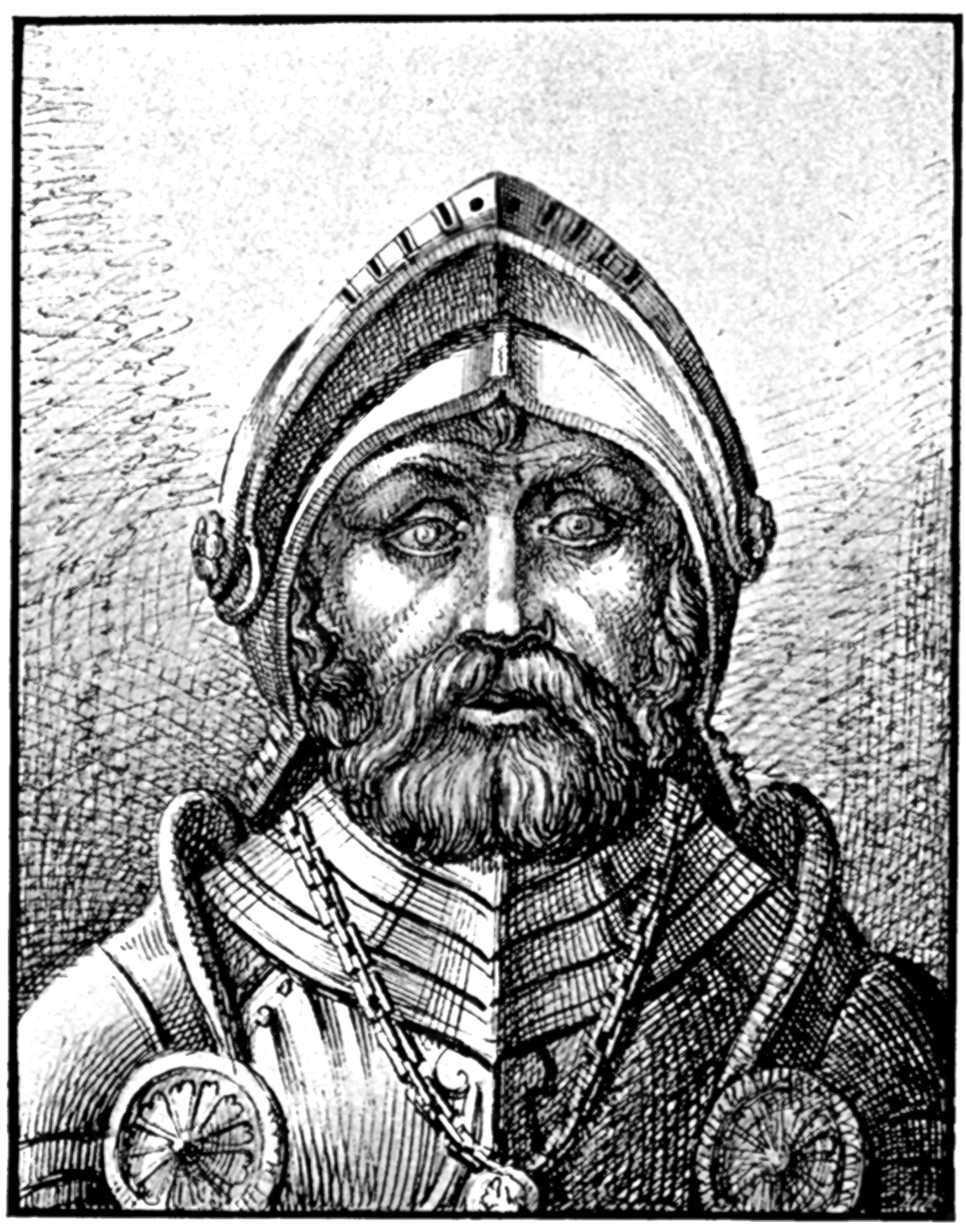
Piotr Kmita Sobieński (1477-1553)

  - 16 de outubro - Lucas Cranach, o Velho, pintor alemão (n. 1472).
  - 19 de outubro - Bonifazio Veronese, pintor italiano (n. 1487)
  - 27 de outubro - Miguel Servetus, teólogo e humanista espanhol (n. 1511).
  - 28 de outubro - Giovanni Salviati, sobrinho de Leão X, cardeal italiano, bispo de Albano, Porto e Santa Rufina (n. 1490).
- Novembro
  - 23 de novembro - Sebastiano Antonio Pighini, arcebispo de Manfredônia (n. ?).
- Dezembro
  - 10 de dezembro - Giovanni Domenico de Cupis, cardeal italiano e Bispo de Albano (1531), Bispo de Sabina (1532), Bispo de Porto, Bispo de Santa Rufina (1535) e Bispo de Óstia (1537) (n. 1493).
  - 25 de dezembro - Pedro de Valdivia, conquistador espanhol e fundador de Santiago de Chile (* c1500).